# 라이프 오브 브라이언
《라이프 오브 브라이언》(Life Of Brian)은 영국에서 제작된 테리 존스 감독의 1979년 코미디 영화이다. 그레이엄 채프먼 등이 주연으로 출연하였고 존 글드스톤 등이 제작에 참여하였다.

## 출연

### 주연
- 그레이엄 채프먼
- 존 클리즈
- 테리 길리엄
- 에릭 아이들
- 테리 존스
- 마이클 폴린

### 조연
- 테렌스 베이러
- 캐롤 클리브랜드
- 케네스 콜리
- 닐 이니스
- 찰스 맥케온
- 존 영
- 그웬 테일러
- 수 존스-데이비스
- 피터 브렛
- 존 케이스
- 크리스 랭햄
- 앤드류 맥라클란
- 버나드 맥켄나
- 스파이크 밀리건
- 조지 해리슨
- 찰스 노드

## 기타
- 협력프로듀서: 팀 햄튼
- 미술: 테리 길리엄
- 의상: 찰스 노드
- 의상: 하젤 페디그

## 같이 보기
- 역대 최고의 영화 목록